# Chemin de fer Lausanne-Fribourg-Berne
De Chemin de fer Lausanne-Fribourg-Berne (LFB) ook bekend als Oronbahn was een Zwitserse spoorwegonderneming uit de periode van 1858 tot 1872.

## Geschiedenis
Op 1 juli 1858 werd de Chemin de fer Genève-Versoix en voorgangers overgenomen door de LFB.
De LFB bouwde vanaf 1860 de volgende trajecten:
- 2 juli 1860: Bern - Balliswil (bij Düdingen) - (provisorisch station ten noorden van het Viaduct van Grandfey)
- 4 september 1862: Lausanne - Balliswil en aansluiting op het traject van Bern

Door de fusie van drie spoorwegondernemingen namelijk de Compagnie de l'Ouest-Suisse de Chemin de fer Lausanne-Fribourg-Berne (LFB) en de Compagnie Franco-Suisse ontstond op 1 januari 1872 de Compagnie Suisse Occidentale.